# BUB1
La serina/treonina cinasa de punto de control mitótico BUB1 (BUB1) es una enzima codificada en humanos por el gen HGNC BUB1 .
Este gen codifica una cinasa implicada en la función del punto de control de la mitosis o del ensamblaje del huso mitótico. Esta proteína ha sido localizada en el cinetocoro y actúa fosforilando a un miembro del complejo de control de la mitosis y activando el punto de control del huso mitótico. Se han asociado mutaciones en este gen con algunas aneuploidías y diversos tipos de cáncer.
Esta enzima pertenece a la familia de las serina/treonina proteína cinasas no específicas (EC 2.7.11.1)

## Interacciones
La proteína BUB1 ha demostrado ser capaz de interaccionar con:
- HDAC1[2]
- APC[3]